# Forestville, Kalifornien
Forestville är en ort i Sonoma County i delstaten Kalifornien, USA.